# Treenighetsläran
Treenighetsläran är en teologisk teoribildning inom kristendomen, som redogör för en gudsuppfattning, enligt vilken Gud är en enda till sitt väsen, men samtidigt tre hypostaser eller personer – Fadern, Sonen (Jesus Kristus enligt sin preexistenta natur och som inkarnerad människa) och Anden.
Förespråkare av denna teori hävdar att förekomsten av tre hypostaser möjliggör tanken att Sonen nedstiger till jorden som människan Jesus Kristus, samtidigt som Gud Fadern likväl är kvar i himlen, och utan att den monoteistiska tron på en Gud i första budets mening, förnekas. Gud Fadern sände Sonen Jesus, också Gud, till jorden för att lida och dö för mänsklighetens synder. Om Sonens gudomlighet förnekas, menar trinitariska kristna, äventyras människans frälsning. Se även Trinitarisk teologi.
Treenighetsläran stöds av de flesta kristna kyrkor och samfund, både de västliga (katolska och protestantiska) och de östliga kyrkorna (Ortodoxa kyrkor) liksom de förkalcedonensiska eller orientaliska kyrkorna, men avvisas av andra rörelser som också åberopar Bibeln som helig skrift. Under 200- och 300-talen e.Kr. hade främst arianerna den största konflikten med anhängarna av treenighetsläran, i det att arianerna med stöd av bland annat Johannes 14:28 ("... jag går till Fadern, ty Fadern är större än jag.") och Johannes 14:31 (... "världen måste få veta att jag älskar Fadern och gör som Fadern har befallt mig.") hävdade att Jesus var ett skapat väsen, underordnad och åtskild från Gud. Under reformationen avvisades treenighetsläran av unitarier, inom bland annat anabaptismen, och i nutid av exempelvis Jehovas vittnen, Kristadelfianer, Jesu Kristi Kyrka av Sista Dagars Heliga, reformationsrörelsen och unitarismen, samt delar av den messianska rörelsen, till exempel messiansk judendom. Kritiken består oftast i att man menar att de tre personerna i treenigheten utgör ett polyteistiskt system. För muslimer och bahá'íer är Anden ett verktyg, Jesus en människa, om än en ovanlig sådan i egenskap av Guds budbärare, och tron på Guds absoluta enhet och odelbarhet gör att någon diskussion om aspekter av Gud aldrig är aktuell. 
Treenighetsläran växte fram successivt under de första århundradena efter Kristus, med anspråk på att uttrycka och sammanfatta apostlarnas och profeternas, alltså Bibelns, lära om Gud.

## Treenighetstanken i Nya Testamentet
Det finns flera texter i Nya Testamentet, som nämner Fadern/Gud, Sonen/Jesus Kristus och Anden i ett och samma sammanhang, och som - enligt trinitariska troende - antyder att Jesus skulle vara Gud. I dessa texter finns ett frö och en viktig grund för framväxten av treenighetsläran. Som exempel på sådana texter kan anföras:
- Matteusevangeliet 3:16–17: "När Jesus hade blivit döpt steg han genast upp ur vattnet. Himlen öppnade sig, och han såg Guds ande komma ner som en duva och sänka sig över honom. Och en röst från himlen sade: 'Detta är min älskade son, han är min utvalde'."
- Matteusevangeliet 28:19: "Gå därför ut och gör alla folk till lärjungar: döp dem i Faderns och Sonens och den helige Andes namn".
- Lukasevangeliet 1:35: "Men ängeln (Gabriel) svarade henne (Jungfru Maria): 'Helig ande skall komma över dig, och den Högstes kraft skall vila över dig. Därför skall barnet kallas heligt och Guds son'".
- Johannesevangeliet 1:1: "I begynnelsen fanns Ordet, och Ordet fanns hos Gud, och Ordet var Gud".
- Johannesevangeliet 5:21: "Ty liksom Fadern uppväcker de döda och ger dem liv, så ger också Sonen liv åt vem han vill."
- Johannesevangeliet 8:58: "Han svarade: "Sannerligen, jag säger er: jag är och jag var innan Abraham blev till."
- Johannesevangeliet 10:30: "Jag och Fadern är ett." Jesus talar om sin jämlikhet med Fadern.[6]
- Johannesevangeliet 20:28: "Då svarade Tomas: "Min Herre och min Gud."
- Kolosserbrevet 2:9: "Ty i honom (Jesus) har hela den gudomliga fullheten förkroppsligats och tagit sin boning."
- Andra Korinthierbrevet 13:13, Paulus till Guds församling i Korinth: "Nåd från vår herre Jesus Kristus, kärlek från Gud och gemenskap från den helige Ande åt er alla."
- Hebreerbrevet 1:8: "Om Sonen däremot: Din tron, o Gud, består i evigheters evighet, och rättens spira är din kungaspira."
- Hebreerbrevet 9:14: "Hur mycket mer måste då inte blodet från Kristus, som i kraft av evig ande har framburit sig själv som ett felfritt offer åt Gud, rena våra samveten från döda gärningar så att vi kan tjäna den levande Guden".
- Första Johannesbrevet 5:6–8: "Han är den som kom genom vatten och blod, Jesus Kristus. Inte bara med vattnet utan med både vattnet och blodet. Och Anden är den som vittnar, ty Anden är sanningen. Det är tre som vittnar: Anden, vattnet och blodet, och dessa tre är samstämmiga."

Den helige Ande finns också omnämnd i Johannesevangeliet 20:21: "Jesus sade till dem igen: Frid åt er alla. Som fadern har sänt mig, så sänder jag er. Sedan andades han på dem och sade: Ta emot helig ande. Om ni förlåter någon hans synder, så är de förlåtna, om ni binder någon i hans synder, så är han bunden".
Detta innebär dock inte att treenighetsläran redan i Nya Testamentet kan anses vara dogmatiskt formulerad. Inte minst saknas den fullt utvecklade treenighetslärans definitioner av Sonens och Andens "väsen" och ursprung. Men ur dessa texter drar trinitarer slutsatsen, att hela Nya Testamentet är förtroget med treenighetstanken, och att Treenigheten genomtränger de heliga skrifterna i en långt högre grad än en ytlig läsning kanske ger intryck av:
| ”                        | De omedelbara och oreflekterade utsagorna om treenigheten i Nya Testamentet bör ses i ljuset av en uppenbarelse och en hemlighet (mystérion) som är tillstädes från begynnelsen. Denna hemlighet uppenbaras icke endast i ord, utan också i handling: i detta att Sonen kom och den helige Ande utgöts. | „ |
| Illustrerat Bibellexikon | |   |

## Treenighetslärans framväxt

### Fornkyrkan

De borromeiska ringarna har använts för att gestalta treenigheten. Här från ett manuskript från 1200-talet, återfunnet i Chartres.

I Matteusevangeliets slutverser står uppmaningen "... döp dem i Faderns och Sonens och den helige Andes namn" (Matt 28:19). Med utgångspunkt i denna, den så kallade missionsbefallningen, blev det mycket tidigt sed att dopkandidaten vid dopakten ceremoniellt besvarade tre frågor: "Tror du på Gud Fader?", "Tror du på Jesus Kristus, hans son", "Tror du på den helige Ande?" Frågornas exakta formulering varierade antagligen från ort till annan, men Hippolytos i den apostoliska traditionen från cirka 200 e.Kr., återger en sådan dopritual, som till längd och innehåll närmar sig den apostoliska trosbekännelsens. Från slutet av 200-talet ersätts frågorna med deklarativa formuleringar: "Jag tror på ...", i väst till exempel den gammalromerska trosbekännelsen och den Apostoliska trosbekännelsen. Framväxten av dessa treledade bekännelser innebär inte att treenighetsläran är färdigformulerad, men utgör en grundläggande struktur för framväxten av den:
| ”                          | Den uppenbarade sanningen om den heliga Treenigheten har sitt ursprung i roten av kyrkans levande tro, huvudsakligen med dopet som utgångspunkt. | „ |
| – Katolska kyrkans katekes | |   |

### Irenaeus ekonomiska treenighetstanken
Irenaeus, biskop, död som martyr i Lyon år 202, och den som på många sätt sammanfattade 200-talets ortodoxa teologi, uttrycker sig i termer av frälsningsekonomi. Å ena sidan kan han säga att "Gud till sitt innersta väsen och natur är en enda" men samtidigt å den andra "för vår återlösnings skull finns både Fadern och Sonen". Sonen och Anden ses av Irenaeus som "Faderns händer". Irenaeus understryker starkare än hans föregångare också att "Ordet" (λογος), har inkarnerat i Jesus Kristus (Joh. 1:14), samexisterande med Fadern från evighet. Hotet mot kristendomen, som Irenaeus, liksom något senare Hippolytus och Tertullianus, fäster störst avseende vid, är det som kommer från gnosticismen och från den samtida, antika polyteismen ("hedendomen"). Detta gjorde dem uppmärksamma på behovet av att hävda Guds enhet, där Kristus och Anden förknippas med Guds "ekonomi", det vill säga Guds relation till sin skapelse, medan man då ännu saknade intresse och terminologi för att beskriva den odelbara gudomlighetens inre förhållanden. Som exempel på hur Irenaeus kunde formulera sig, kan följande citat anföras:
| ”                                                  | Detta är vår tros huvudpunkter, byggnadens grundval och den trygga vägen: Gud, Fadern, oskapad, ofattbar, osynlig, en enda Gud, alltings skapare. Detta är den första huvudpunkten i vår tro. Den andra huvudpunkten är Guds Ord, Guds Son, Kristus Jesus, vår Herre, som uppenbarades för profeterna efter deras sätt att profetera och enligt ordningen i Faderns frälsningsplan. Genom honom har allting blivit till och vid tidens slut har han blivit människa bland människor, synlig och påtaglig för att sammanfatta allt, förinta döden, låta livet träda fram (1 Tim. 1:10) och skapa gemenskap mellan Gud och människa. Den tredje huvudpunkten är den Helige Ande genom vilken profeterna profeterade, fäderna undervisade om Gud och de rättfärdiga leddes på rättfärdighetens väg. Vid tidernas ände har han på ett nytt sätt blivit utgjuten över mänskligheten för att över hela jorden förnya människan inför Gud. | „ |
| – Irenaeus, Bevis för den apostoliska förkunnelsen | |   |

Genomslaget för denna "ekonomiska treenighetstanke" medförde emellertid också en motreaktion och fruktan, främst i väst, för att detta sätt att tala om "Guds trefaldighet", skulle undergräva den monoteistiska bekännelsen. Denna rörelse, som Tertullianus gav benämningen monarkianism, men som för att skilja den från adoptianismen (som också kan benämnas monarkianism) bör kallas modalism eller modalistisk monarkianism, byter fokus från Guds "ekonomi" (οἰκονομία) till Guds "monarki" (μοναρχία). I modalistisk monarkism suddas distinktionerna mellan Fadern, Sonen och Anden ut. Enligt dess anhängare uppträder en enda, absolut, och odelbar Gud, som Fader, Son och helig Ande. Drivkraften hos modalisterna var den dubbla övertygelsen om dels Kristi fulla gudomlighet dels Guds absoluta enhet och odelbarhet. Varje tanke på att Sonen eller Anden skulle kunna uppfattas som i förhållande till Fadern egna personer vore, menade man, ett förnekande av Guds absoluta enhet. Man motsatte sig därför kraftfullt varje tanke på att Sonen eller Anden "i numerisk mening" skulle kunna vara något annat än Fadern. Det enda som enligt modalisterna skiljde Fadern och Sonen och Anden åt är bara själva namnet eller benämningen. Konsekvensen blev att det alltså var "Fadern" ("Gud i sin helhet") som i Kristus blev människa och blev pinad och korsfäst (patripassianism).
Samtidigt fanns det, främst i öst, en i förhållande till monarkianismen motsatt tendens att mer frimodigt betrakta Fadern, Sonen och den helige Ande som olika "personer" inom ett och samma Guds eviga vara.

### Kyrkofäderna
Bland kyrkofäderna har i den österländska kyrkan företrädesvis Basilius den store, Gregorius av Nyssa och Gregorius av Nasians samt i den västerländska Augustinus spekulativt-dogmatiskt bearbetat och utvecklat treenighetsläran. Den sistnämnde, som i många avseenden var grundläggare till den västerländska kyrkans teologi, har även i fråga om treenighetsläran genom sin bok De Trinitate varit bestämmande för den romersk-katolska och de protestantiska kyrkornas uppfattning. Augustinus drog till sin spets ut konsekvenserna av den mening, som Athanasius förfäktat under den arianska striden, och det långt efter bådas död, i slutet av 400-talet, författade Symbolum athanasianum, som gör tron på den däri framställda uppfattningen av treenigheten till villkor för saligheten, är ett resultat av Augustinus' spekulation. Enligt kyrkofäderna är treenighetsläran svaret på frågan om människans yttersta relation till det gudomliga. Den säger att Gud är en och odelbar – det finns bara en Gud ("Den kristna tron bekänner att det finns en enda Gud – en i sin natur, sin substans och sitt väsen," ur Katolska kyrkans katekes) – och att denne Gud är tre personer. Ett vanligt problem är att vi idag blandar ihop "person" och "individ"; vi är inte heller så känsliga för skillnaden mellan natur och person/individ. Ur Katolska kyrkans katekes:
| ”                          | Treenigheten är en enda. Vi tror inte på tre gudar, utan på en enda Gud i tre personer. Treenigheten av ett och samma väsen. De gudomliga personerna delar inte upp den gudomliga enheten mellan sig, utan var och en av dem är Gud helt och hållet: Fadern är detsamma som Sonen, Sonen är detsamma som Fadern, Fadern och Sonen är detsamma som den helige Ande, det vill säga, när det gäller naturen en enda Gud. Var och en av de tre personerna är denna verklighet, det vill säga, den gudomliga substansen, det gudomliga väsendet eller den gudomliga naturen. | „ |
| – Katolska kyrkans katekes | |   |

I jämförelse med exempelvis den judiska monoteismen eller den senare muslimska monismen, läran om en helt ouppnåelig och "sluten" gudom, understryker den Romersk-katolska kyrkan mysteriet i en Gud som har visat sig vara "gemenskap", alltså öppen för flerfald, samtidigt som han är absolut en.
| ”                          | Gud har lämnat vissa spår av sitt treeniga väsen i skapelsen och i det Gamla testamentet, men det innersta i hans väsen, att han är den Treenige, utgör ett mysterium som är otillgängligt för det mänskliga förnuftet liksom för Israels tro, före Guds Sons människoblivande och sändningen av den Helige Ande. Detta mysterium har uppenbarats av Jesus Kristus, och det är källan till alla andra mysterier. | „ |
| – Katolska kyrkans katekes | |   |

## Utveckling
Treenighetsläran utvecklades successivt, ofta i polemik mot rörelser som försökte forma en lära om Gud enligt hellenistiska eller gnostiska förebilder. Modalismen menade till exempel att Fader, Son och Ande var tre uppenbarelseformer av samma Gud (ungefär att Gud omvandlade sig till Jesus och nedsteg till jorden och korsfästes och blev till fadern igen). Arianismen lärde, under förfäktande av nyplatonismen, att Sonen (och enligt vissa även Anden) var skapade väsen och därmed inte Gud. 
Vid kyrkomötena i Nicaea 325 och Konstantinopel 381 avvisades både modalismen och arianismen. Konstantin den store landsförvisade dem som vägrade acceptera den nicaenska trosbekännelsen – Arius, diakonen Euzoios, biskop Theonas av Marmarica och biskop Secundus av Ptolemais – och för att undanröja avvikelser beordrade han att alla kopior av Thalia, den bok i vilken Arius uttryckt sina läror, skulle brännas.. I den nicaenska trosbekännelsen sägs att Sonen är "av samma väsen som Fadern" och att Anden "tillika med Fadern och Sonen tillbedes och äras". Kyrkofadern Tertullianus och de kappadokiska fäderna införde distinktioner mellan ousia (latin substantia, 'väsen') och hypostasis (latin persona, 'självständig existens', 'hypostas', 'person').
Under de senaste årtiondena har både den romersk-katolska och de traditionella protestantiska samfunden i Europa lagt större vikt vid treenighetsläran, inte minst på grund av den ökande muslimska närvaron och inflytandet från den österländska teologin. (Ur Katolska kyrkans katekes.)
| ”                          | Detta är den katolska tron: att vörda en enda Gud i hans Trefaldighet och tillbedja Trefaldigheten i dess enhet, utan att blanda samman personerna och utan att dela upp Guds väsen. Faderns person är en, Sonens en annan och den helige Andes en tredje; men Fadern, Sonen och den helige Ande har en enda gudom, en och samma ära och härlighet och ett och samma eviga majestät. De gudomliga personerna är oskiljaktiga i det de är och därför också oskiljaktiga i det de gör. Men i detta enda gudomliga verk visar varje person det som utmärker just denna person i Treenigheten, särskilt i den gudomliga sändning som utgör Sonens människoblivande och Andens gåva. | „ |
| – Katolska kyrkans katekes | |   |

## Kritik mot Treenighetsläran
Den uttryckliga läran om en treenig, personlig Gud återfinns inte i Bibeln, och några religionsforskare menar att läran om treenigheten kan spåras tillbaka till hedniska föreställningar och akademiska hårklyverier. Det finns också de som anför att de tidiga kristna inte trodde på treenigheten, att de flesta författarna till Nya Testamentets texter inte uppfattade att Jesus själv var Gud och även att flera verser i Nya Testamentet kan framstå som motsatta treenighetsläran.
Judendomen och islam samt flera monoteistiska religioner såsom zoroastrism och bahá'í avvisar treenighetsläran helt eftersom den inte beskriver Gud som ett enda sammanhållet Högsta väsen som kommunicerar med människorna genom att välja ut en människa som sin budbärare eller uppenbarare av ett gudomligt budskap. Dessa människor, som alltså inte är gudomliga eller till sin natur någon aspekt av Gud, är mycket speciella och framträder inte särskilt ofta, men när de gör det blir resultatet vanligen att en ny världsreligion föds.[källa behövs] Även ett antal kristna rörelser och församlingar som erkänner Nya Testamentet som helig skrift avvisar treenighetstanken av ungefär samma skäl. Redan det allra första mötet mellan kristna biskopar i Medelhavsområdet, Främre orienten och Etiopien – kyrkomötet i Nicaea år 325 – handlade om huruvida Sonen var underordnad Fadern eller om Fadern och Sonen var aspekter av eller egenskaper hos Gud. Biskoparna fastställde genom omröstning att Jesus Kristus och Gud fader var en och samma varelse. Till de kristna rörelser som avvisar treenighetsläran hör bland annat unitarismen, Reformationsrörelsen, Oneness-rörelsen (en del av pingströrelsen), Kristadelfianer och Jehovas vittnen. Dessa lyfter gärna fram Jesu egna ord "Hör, Israel! Herren är vår Gud, Herren är en" (Markusevangeliet 12:29). Även mormoner, med grund i Bibeln, Mormons bok och andra, för dem, heliga skrifter, avvisar treenighetstanken helt.
Kritiker av treenighetsläran (Jehovas Vittnen, kristna antitrinitarier och messianska judar) menar att vad Jesus och de första kristna trodde skiljer sig mycket från treenigheten som lärs ut i kyrkorna i dag. Man avvisar även tron på Jesus som Gud och tror istället på honom som en stor profet, en perfekt skapad människa, Messias eller Guds tjänare (Apostlagärningarna 3:13).
Enligt arianismen är Sonen (Jesus Kristus) ett skapat väsen, den första och högsta av alla skapade varelser, men inte en gud (även om han kunde uppfyllas av Den Helige Ande för att utföra under). Det har funnits en tid när Guds Son ännu inte skapats. Fadern (Gud) har fött (Ej naturlig födelse) Sonen ur intet, senare än vid tidens början. Även om Sonen är Faderns fullkomligaste verk är de väsensskilda och Guds Son kallas Son endast i samma mening som människorna kallas Guds folk.
"Den klassiska treenighetsläran har i nyare tid kritiserats för att vara för metafysiskt och passivt utformad och ge för litet uttryck för den treenige Gudens ingripanden i historien."

## Treenigheten i konsten

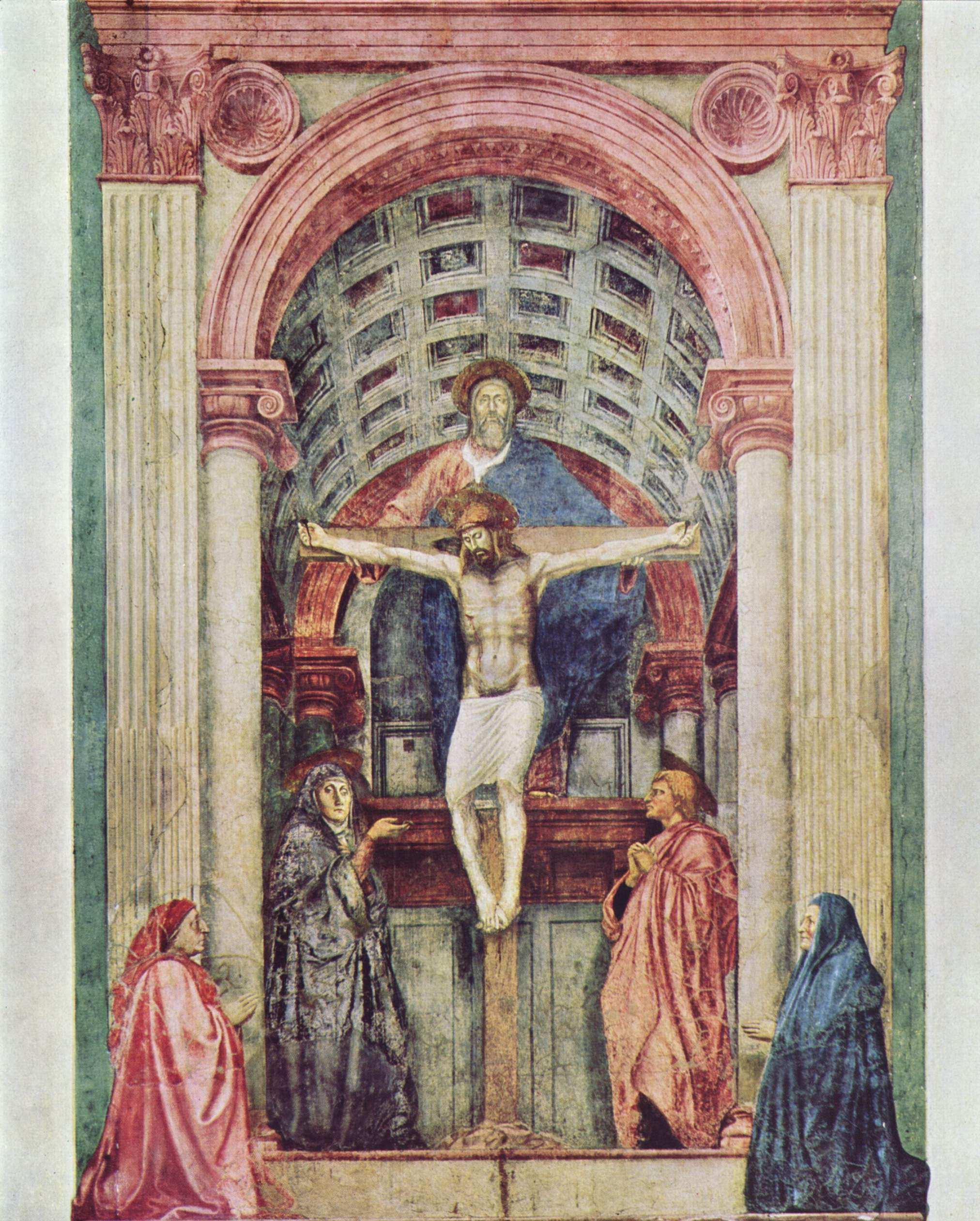
Den heliga Treenigheten Masaccio (1401–1428)
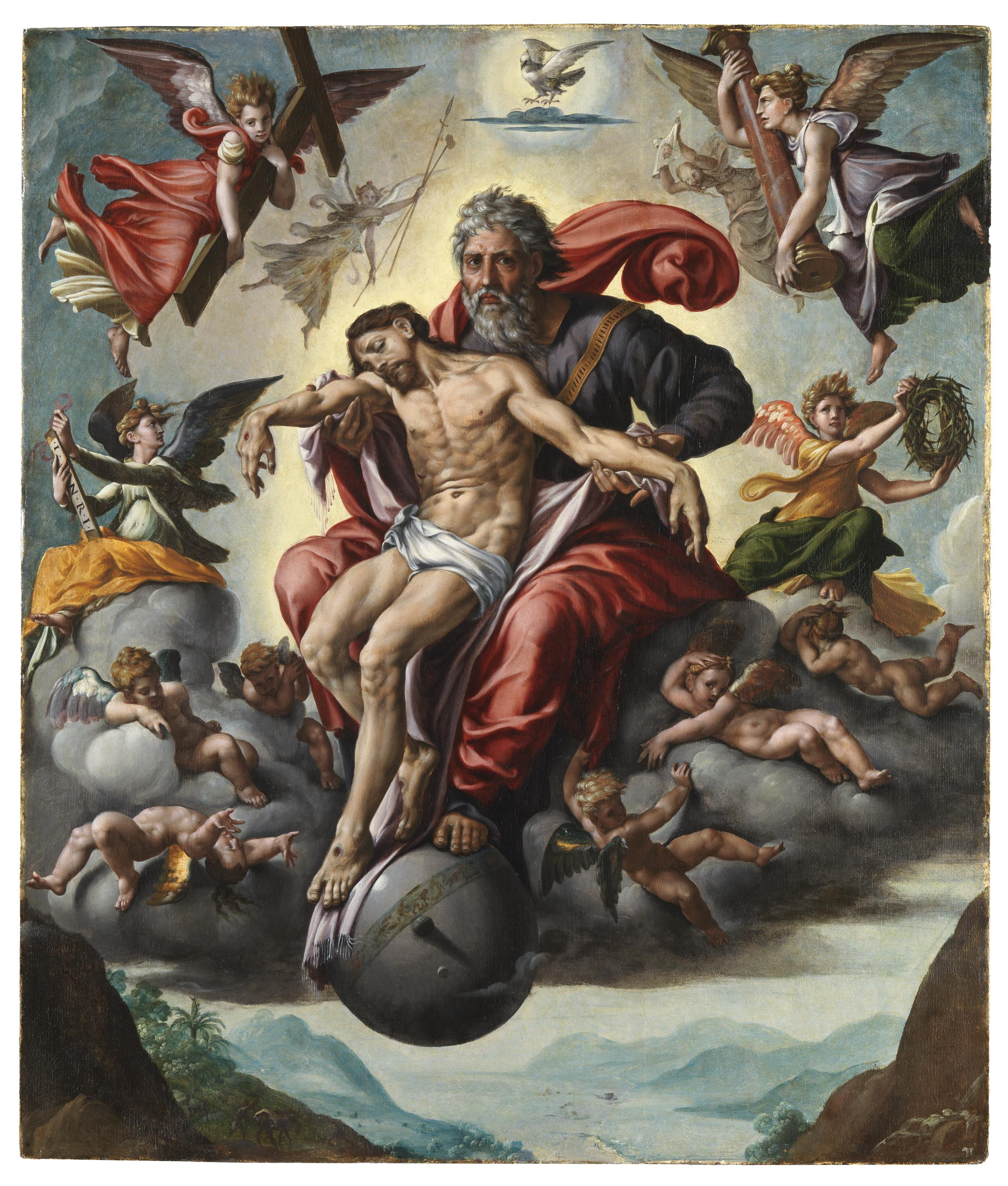
Treenigheten Jan Cornelisz Vermeyen (1500–1559)
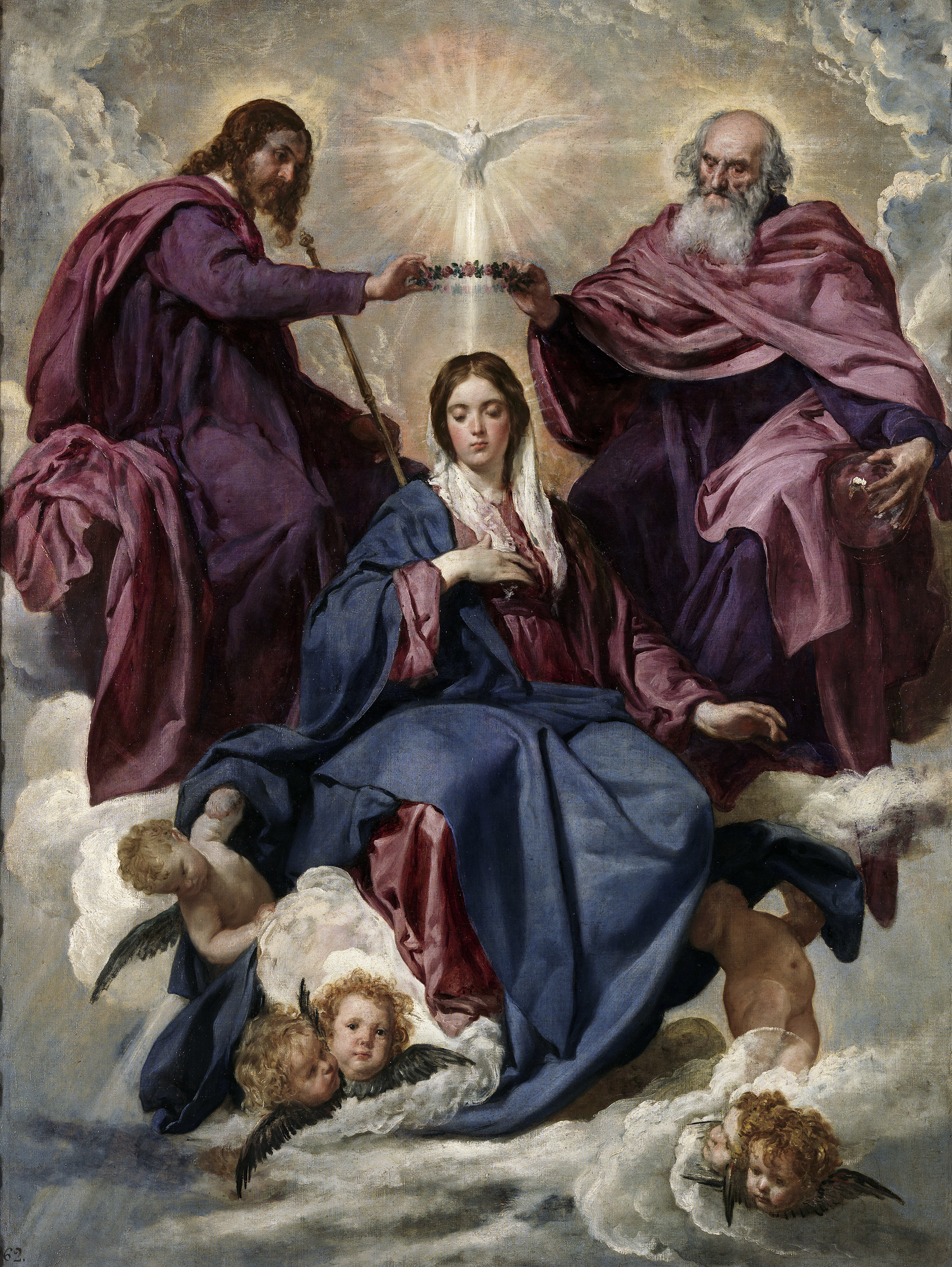
Jungfru Marie kröning Diego Velázquez (1599–1660)
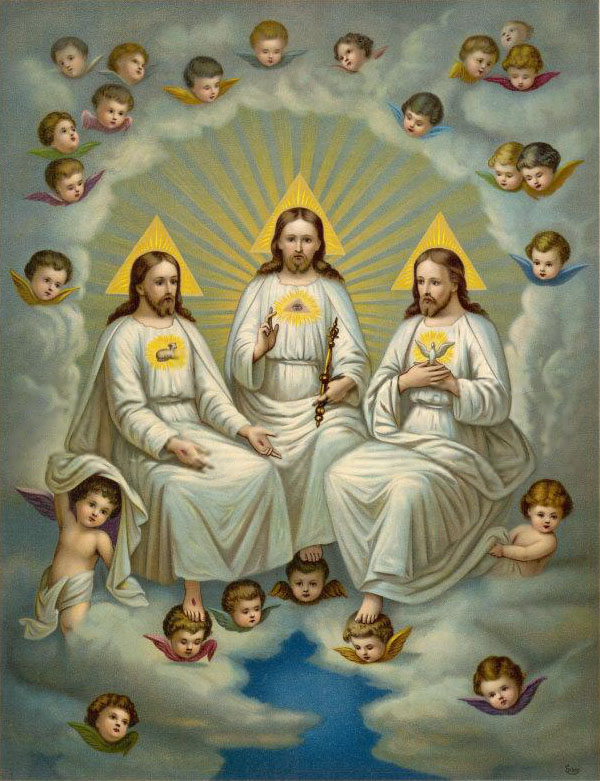
Den heliga Treenigheten Fridolin Leiber (1853–1912)

Då den äldre kristna konsten ville ge en åskådlig bild av treenigheten, valde den vanligen något av följande framställningssätt: Kristus avbildas i mänsklig gestalt eller symboliseras av ett kors eller ett lamm; över honom svävar Den Helige Andes duva, och överst syns Gud Fadern antingen i bröstbild eller endast antydd genom en ur molnen framsträckt hand. Senare framställs både Fadern och Sonen i helfigurer (Kristus igenkänns då av bland annat spiksåren i händer och fötter), och mellan dem svävar duvan, vars huvud, liksom de två första personernas, omges av korsglorian. Slutligen avbildas alla tre personerna i mänskliga gestalter, sittande bredvid varandra: Fadern i mitten, prydd med kejsarkrona eller den påvliga tiaran, på hans högra sida Kristus, med konungakrona, och till vänster Den Helige Ande, en yngre gestalt än de båda andra. Framställningen av Den Helige Ande i en duvas skepnad förblev dock den vanligaste, såsom den lättast förstådda.